# Stenaspis castaneipennis
Stenaspis castaneipennis är en skalbaggsart som beskrevs av Dupont 1838. Stenaspis castaneipennis ingår i släktet Stenaspis och familjen långhorningar. Inga underarter finns listade i Catalogue of Life.